# Kaiac-canoe la Jocurile Europene din 2015
Probele de Kaiac-Canoe la Jocurile Europene din 2015 s-au desfășurat în perioada 14-16 iunie la Centrul de sport și natație Kur de la Baku în Azerbaijan. Probele de canoe slalom nu au fost incluse în program.

## Medaliați

### Masculin
| Probă     | Aur                                                                | Argint                                                                        | Bronz                                                                      |
| C-1 200m  | Henrikas Žustautas (LTU)                                           | Valentin Demianenko (AZE)                                                     | Martin Fuksa (CZE)                                                         |
| C-1 1000m | Sebastian Brendel (GER)                                            | Martin Fuksa (CZE)                                                            | Attila Vajda (HUN)                                                         |
| C-2 1000m | Andrei Bahdanovici · Aliaksandr Bahdanovici (BLR)                  | Aleksei Korovașkov · Ilia Pervuhin (RUS)                                      | Peter Kretschmer · Michael Müller (GER)                                    |
| K-1 200m  | Miklós Dudás (HUN)                                                 | Petter Menning (SWE)                                                          | Ed McKeever (GBR)                                                          |
| K-1 1000m | Max Hoff (GER)                                                     | Fernando Pimenta (POR)                                                        | Rene Holten Poulsen (DEN)                                                  |
| K-1 5000m | Max Hoff (GER)                                                     | Fernando Pimenta (POR)                                                        | Cyrille Carré (FRA)                                                        |
| K-2 200m  | Nebojša Grujić · Marko Novaković (SRB)                             | Ronald Rauhe · Tom Liebscher (GER)                                            | Sandor Totka · Péter Molnár (HUN)                                          |
| K-2 1000m | Zoltan Kammerer · Tamas Szalai (HUN)                               | Max Rendschmidt · Marcus Gross (GER)                                          | Vitali Bialko · Raman Piatrușenka (BLR)                                    |
| K-4 1000m | Zoltan Kammerer · Dávid Tóth · Tamás Kulifai · Dániel Pauman (HUN) | Aleksandr Sergeev · Vasili Pogreban · Anton Riahov · Vladislav Blintcov (RUS) | Pavel Miadzvedzeu · Aleh Iurenia · Vitali Bialko · Raman Piatrușenka (BLR) |

### Feminin
| Probă     | Aur                                                              | Argint                                                              | Bronz                                                                                       |
| K-1 200m  | Marta Walczykiewicz (POL)                                        | Natalia Podolskaya (RUS)                                            | Danuta Kozák (HUN)                                                                          |
| K-1 500m  | Danuta Kozák (HUN)                                               | Yvonne Schuring (AUT)                                               | Ewelina Wojnarowska (POL)                                                                   |
| K-1 5000m | Marina Litvinciuk (BLR)                                          | Lani Belcher (GBR)                                                  | Renáta Csay (HUN)                                                                           |
| K-2 200m  | Marharita Mahneva · Marina Litvinciuk (BLR)                      | Nikolina Moldovan · Olivera Moldovan (SRB)                          | Mariia Povh · Anastasiia Todorova (UKR)                                                     |
| K-2 500m  | Milica Starović · Dalma Ružičić-Benedek (SRB)                    | Roxana Borha · Elena Meroniac (ROU)                                 | Anna Kárász · Ninetta Vad (HUN)                                                             |
| K4-500m   | Gabriella Szabo · Anna Karasz · Danuta Kozak · Ninetta Vad (HUN) | Franziska Weber · Verena Hantl · Conny Wassmuth · Tina Dietze (GER) | Karolina Naja · Ewelina Wojnarowska · Edyta Dzieniszewska-Kierkla · Beata Mikołajczyk (POL) |

## Legături externe
- en  az  Rezultate Arhivat în 16 iunie 2015, la Wayback Machine. pe site-ul oficial competiției